# Fotoresist

Vergelijking van positieve en negatieve fotoresist

Een fotoresist of fotolak is een materiaal dat onder invloed van UV-licht verandert:
- Een negatief resist (NR) wordt hard door licht. De delen die zich achter het belichtingsmasker bevonden worden door de ontwikkelvloeistof weggespoeld.
- Een positief resist (PR) wordt juist oplosbaar onder invloed van licht. De afgedekte delen blijven na het spoelen over.